# Ilona Koutny
Ilona Koutny (Budapest, 1º marzo 1953) è un'esperantista ungherese.
Per la sua attività di docente d'interlinguistica presso l'Università Adam Mickiewicz di Poznań, in Polonia è stata nominata esperantista dell'anno nel 2008 dalla rivista La Ondo de Esperanto con la seguente motivazione: «per la guida competente e di successo degli studi d'interlinguistica presso l'università Adam Mickiewicz di Poznań (UAM)». È stata membro dell'Akademio de Esperanto tra il 1998 e il 2016.

## Esperanto

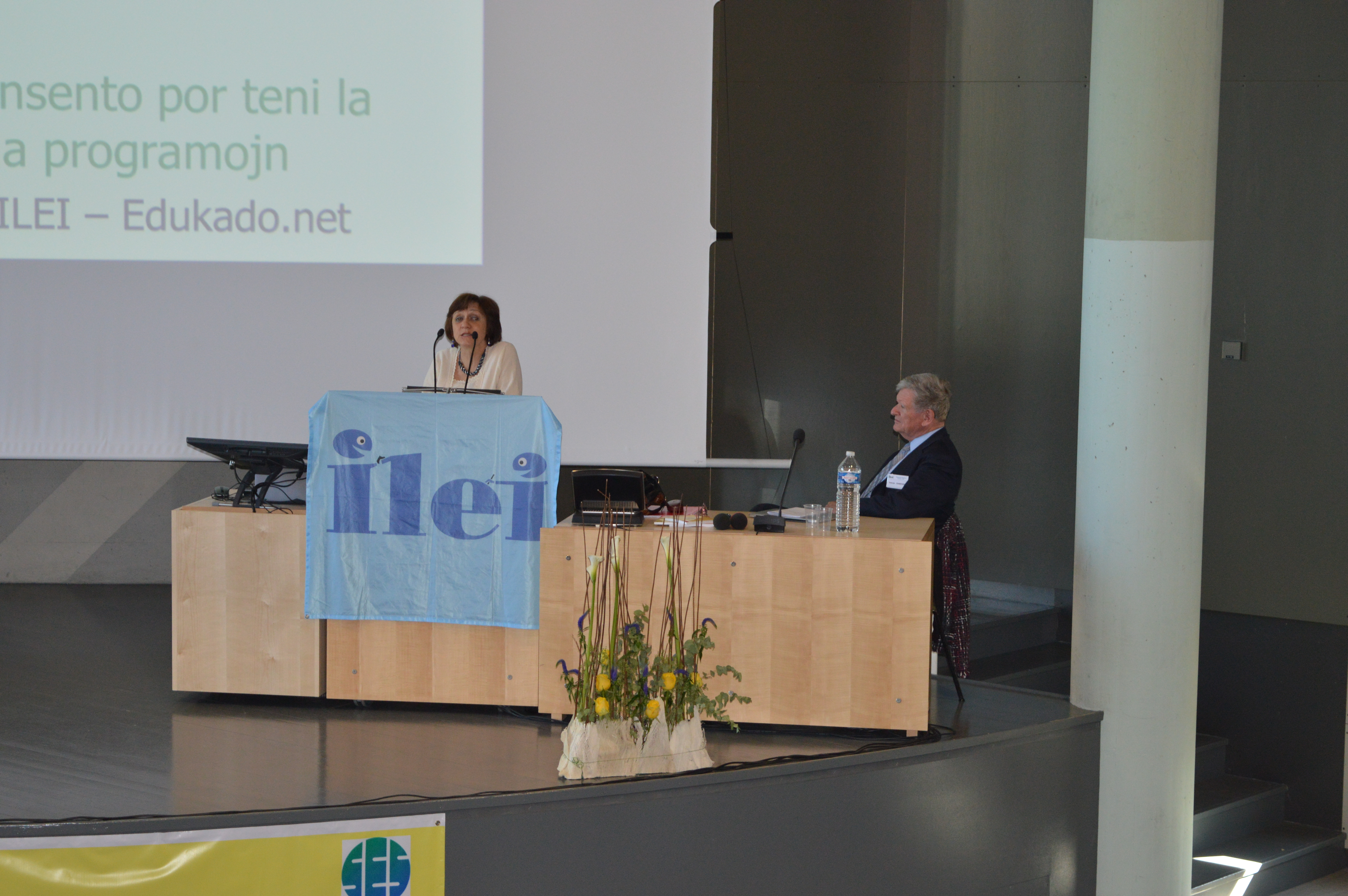
La Koutny insieme con Duncan Charters in occasione di una conferenza d'ILEI nel Cantone di Neuchâtel, in Svizzera.

Ha imparato l'esperanto nel 1972 all'Università Eötvös Loránd di Budapest. Ha studiato linguistica presso la stessa università (1971-77), dove ha anche conseguito il dottorato. Lì ha impartito lezioni di lingua e ha sviluppato il sistema "ESPAROL" per la lingua esperanto. Dopo la morte del professor István Szerdahelyi, nel 1987 ne ha assunto la cattedra di Esperanto e Linguistica, anch'essa presso l'Università Eötvös. La Koutny ha insegnato anche linguistica computazionale.
Si è trasferita in Polonia nel 1997. Nel 2009 ha conseguito l'abilitazione alla docenza presso l'Università Adam Mickiewicz di Poznań (UAM). L'anno successivo ha assunto la cattedra di ugrofinnica e nel 2011 è stata nominata docente ordinaria. Lì ha insegnato lingua e linguistica ungherese presso l'Istituto linguistico della stessa università, dove ha fondato il programma post-laurea in interlinguistica.
La Koutny è stata professoressa associata presso l'Accademia internazionale delle scienze San Marino (AIS; in esperanto Akademio Internacia de la Sciencoj), membro dell'ILEI, e del CED (Research and Documentation on World Language Problems). È stata membro dell'Akademio de Esperanto dal 1998 al 2016.

## Vita privata
Si è sposata con l'esperantista Zbigniew Galor (1952-2017), il quale fu docente universitario di sociologia a Stettino e presidente della sezione polacca dell'AIS.
Ilona Koutny è di madrelingua ungherese, parla l'esperanto in famiglia e conosce il francese, il tedesco, l'inglese e il polacco.

## Opere
Dal 2011, è co-redattrice della rivista polacca Język. Komunikacja. Informacja. (JKI). È stata coautrice di diversi dizionari, tra cui un dizionario bilingue ungherese-polacco edito nel 2000.